# Growthfund
Growthfund (Offiziell: englisch: Hellenic Corporation of Assets and Participations S.A. (HCAP)) ist eine 2016 gegründete Holdinggesellschaft mit dem Staat Griechenland als alleinigem Anteilseigner, vertreten durch den Minister für Volkswirtschaft und Finanzen. Als Staatsfonds Griechenlands besteht seine Aufgabe darin, aktiv zur Modernisierung staatlicher Unternehmen beizutragen, den Wert öffentlicher Vermögenswerte zu maximieren, die Bereitstellung verbesserter Dienstleistungen für Bürger und Verbraucher sicherzustellen und zur Unterstützung der Volkswirtschaft beizutragen.
Im Juli 2025 wird das verwaltete vermögen auf 12 Milliarden USD beziffert.

## Geschichte
Der 2011 gegründete Hellenische Republik Verwertungsfonds für das öffentliche Privatvermögen (englisch Hellenic Republic Asset Development Fund - HRADF) ist sozusagen der Vorläufer und teilweise immer noch Namensgeber des 2016 gegründeten Growthfunds. Mittlerweile wurden alle Pflichten und Mittel des HRADF auf den Growthfund übertragen.
2023 beauftragte der griechische Staat für den Growthfund den US-amerikanischen Vermögensverwalter BlackRock, seine Strukturen des Staatsfonds, der staatlichen Unternehmen und vermögen zu optimieren. Damit soll eine Modernisierung der Post- und Busdienste einhergehen.
Im Juli 2024 wurde Vasilis Theofanopoulos zum neuen CIO des Fonds ernannt.
Die Europäische Investitionsbank (EIB) gab im April 2025 bekannt, den Growthfund zu beraten, um wichtige Häfen in Griechenland klimafester zu machen. Konkret unterstützt die Bank den Fonds bei Klimarisiko- und Vulnerabilitätsbewertungen für die Häfen von Volos, Alexandroupoli und Patras, um diese an den Klimawandel und seine Folgen anzupassen.
Anfang 2025 wurde angekündigt, dass ein neuer Catalyst Fonds nach Vorbild der Cofides und der Indonesian Investment Authority unter dem Growthfund aufgelegt werden soll. Der neue Investitionsfonds konzentriert sich auf grüne Infrastruktur- und Digitalisierungsprojekte, die zum Wirtschaftswachstum des Landes beitragen. Ziel ist es, dass jeder Euro seines Kapitals bis zu drei Euro an privaten Investitionen anzieht. Der Staatsfonds wird nur Minderheitsbeteiligungen übernehmen, und sein anfänglicher Beitrag wird zwischen 20 und 50 Millionen Euro liegen.

## Organisationsstruktur
Der Growthfund – als gängige Bezeichnung – vereint unter der offiziellen Firmierung Hellenic Corporation of Assets and Participations S.A. (HCAP) folgende vier Entitäten:
- Hellenic Financial Stability Fund „HFSF“,
- Hellenic Republic Asset Development Fund „HRADF“,
- Public Properties Company „ETAD“
- und „5G Ventures“,

während die Beteiligungen des griechischen Staates an staatseigenen Unternehmen, die an den Growthfund übertragen wurden, als „andere Tochtergesellschaften“ bezeichnet werden.
HCAP ist Eigentum des griechischen Staates. Oberstes Organ der HCAP ist die Generalversammlung des alleinigen Anteilseigners, des griechischen Staates, gesetzlich vertreten durch den griechischen Finanzminister.

## Portfolio
Das Portfolio des Fonds umfasst staatliche Unternehmen und Anteile an privaten Unternehmen, die in Schlüsselsektoren der griechischen Wirtschaft tätig sind:

### Immobilien
- Hellenic Public Properties Company,
- GAIAOSE,
- ETVA-VIPE,
- TIF – Helexpo;

### Energie
- Public Power Corporation,
- HELLENiQ Energy,
- DEPA Commercial;

### Transport und Infrastruktur
- Transport for Athens,
- Kanal von Korinth,
- Internationaler Flughafen Athen,
- 23 Regionalflughäfen,
- Hafenbehörde Piräus,
- Hafenbehörde Thessaloniki
- und 10 regionale Hafenbehörden;

### Lebensmittelversorgung
- CMT,
- CMFO
- und Hellenic Saltworks;

### Technologie und Innovation
- 5G Ventures (PHAISTOS Fund)
- und Hellenic Center for Defense Innovation (HCDI);

### Postdienste
- Hellenic Post

### Banken
- National Bank of Greece
- und der Attica Bank.

Darüber hinaus umfasst das Portfolio die Project Preparation Facility (PPF), die für die Entwicklung und Ausschreibung strategischer Projekte im Wert von über 8 Milliarden Euro verantwortlich ist.

## Mitgliedschaften
Er ist Mitglied im International Forum of Sovereign Wealth Funds (IFSWF) und hat sich damit verbunden auch den Santiago-Prinzipien für angemessenes Handeln und ordentlicher Geschäftstätigkeit verschrieben.